# Leptotarsus (Macromastix) caledonianus
Leptotarsus (Macromastix) caledonianus is een tweevleugelige uit de familie langpootmuggen (Tipulidae). De soort komt voor in het Australaziatisch gebied.